# Реймон Кьоно
Реймон Кьоно (на френски: Raymond Queneau, [ʁɛmɔ̃ kəno]) е френски поет, романист и редактор на енциклопедични издания, прочут с експерименталните си творби.

## Биография
Роден е на 21 февруари 1903 година в Хавър в семейство на търговец. Завършва философия в Сорбоната, където силно влияние върху него оказва Александър Кожев. През 20-те години е свързан със сюрреалистите, но скъсва отношенията си с тях през 1930 година. Започва да публикува активно от средата на 30-те години. През 1960 година е сред основателите на Цеха за потенциална литература, по-известен само като „Улипо“, в който участват също Жорж Перек, Итало Калвино, Марсел Дюшан и други.
Реймон Кьоно умира на 25 октомври 1976 година в Париж.

### Произведения, преведени на български
- Exercises de style (1947) – „Упражнения по стил“
- Zazie dans le métro (1959) – „Зази в метрото“